# Ragadozó (heraldika)
A ragadozó a címerállatok egyik póza, mely az adott állatot harcias pózban, ágaskodóan, vagy a hátsó lábain állva és a mellső lábait előre nyújtva, mintegy az áldozata után kapva ábrázolja. Főleg a régi címerleírásokban fordul elő a "ragadmány után nyúló" (de: zum Raube geschickt) kifejezés, mely mára elavulttá vált és a ragadozó pózt a leírásban és a címerrajzokban az ágaskodó valamint az álló helyzet fejezi ki. Főleg az oroszlánoknál előforduló póz. Vele kapcsolatos elavult kifejezés a ragadmányra kész (de: zum Grimmen geschickt, grimmen) is, amikor az oroszlánt kitátott szájjal, felborzolt sörénnyel, vörös, kinyújtott nyelvvel, előre vetett mellső lábakkal, befelé forduló farokbojtokkal ábrázolják, ami tulajdonképpen az oroszlán szokásos helyzete, ezért nem kell külön megnevezni a címerleírásban. Más ragadozóknál ezt a pózt célszerűbb emelt helyzetnek (de: sich erhebend) vagy felemelkedőnek (de: aufstiegend) nevezni. A ragadozó (de: raubend) szűkebb értelemben olyan póz, amikor az állat a mancsával valamilyen tárgyat vagy más állatot megragad. Az álló négylábú állatokra, különösen a medvékre, régebben a ragadozásra kész (de: zum Raube geschickt) kifejezést is használták, mely mára elavult.     
Ez a póz nagyon gyakori ábrázolásmód, mert a címertanban az állatokat már Bartolo de Sassoferrato meghatározása óta a természetes jellegüket kifejező módon kell ábrázolni. Ezért a ragadozó, zsákmányejtő állatokat is harcias, ragadozó pózban kell megjeleníteni.
Ehhez hasonló elavult kifejezés a felbőszült (de: aufgestiegen). Ez olyan állat, melyet szélesre kitárt hátsó lábakkal, lobogó sörénnyel, leszegett fejjel, felemelt farokkal stb. ábrázolnak. Ezt az ábrázolásmódot a címerleírásban olykor vadnak (de: wild), a bikáknál dühöngőnek (de: wütig) is nevezik.